# Wola Rafałowska (województwo mazowieckie)
Wola Rafałowska – wieś sołecka w Polsce, położona w województwie mazowieckim, w powiecie mińskim, w gminie Mrozy.
Do 1954 roku siedziba wiejskiej gminy Kuflew. W latach 1975–1998 miejscowość należała administracyjnie do województwa siedleckiego. W miejscowości jest wielobranżowy sklep.
Wierni Kościoła rzymskokatolickiego należą do parafii św. Teresy od Dzieciątka Jezus w Mrozach.

## Historia
Określenie „Wola” w nazwach wsi mazowieckich występowało często już w XV wieku. Wsie te tworzono na prawach niemieckich, w celu zagospodarowania rolniczego gruntów leśnych. W początkowym dwudziestoletnim okresie mieszkańcy tych osad (z reguły ludność wolna – niekiedy napływowi koloniści, zwykle niemieccy) byli zwolnieni od wszelkich ciężarów z tytułu nadanych działów ziemi, od takich obciążeń, jak czynsze, podatki i inne opłaty.
Niektórzy identyfikują istniejącą do dziś miejscowość „Wola Rafałowska” z notowaną już w XVI wieku „Ruską” – lub „Rudzką Wolą”, gdzie „w 1576 r. Adam Oborski, właściciel Kuflewa, miał 3 łany ziemi”. Natomiast na XIX-wiecznej mapie (z 1831 r.) wieś ta występuje pod nazwą „Budy”. Nazwę „Budy”, można kojarzyć z miejscem zabudowanym, z budowlą, z siedliskiem, miejscem osiedlenia budników, gdzie wykarczowano pas lasu, aby mogły powstać pierwsze budynki. Drugi człon nazwy: „Rafałowska” można wywodzić od imienia szlachcica Rafała, który osiadł w tym miejscu wraz z rodziną i służbą. Można dodać, że aż do czasów powojennych (do 1954 roku), gmina Kuflew miała swoją siedzibę nie w Kuflewie, lecz właśnie w Woli Rafałowskiej.
Według danych z 1888 roku miejscowość „Wola Rafałowska” obejmowała wieś i folwark. Liczyła ona 252 mieszkańców, zaś powierzchnia znajdujących się tam użytków rolnych wynosiła 401 mórg (224,5 ha) dworskich i 614 mórg (343,8 ha) chłopskich.
Przed I wojną światową i w okresie międzywojennym – ze względu na swe walory krajobrazowe i przyrodnicze – Wola Rafałowska cieszyła się zainteresowaniem wielu twórców kultury, zwłaszcza literatów i artystów malarzy, którzy przyjeżdżali tu na wakacje, letniska, plenery itp. Do gości odwiedzających Wolę Rafałowską należeli (w różnych okresach) np.: Wojciech Gerson, Henryk Piątkowski, Anna Berentowa, Zdzisław Jasiński, Bronisław Kowalewski, Henryk Grombecki, Stanisław Masłowski z żoną Anielą i synem Maciejem. W Woli Rafałowskiej (gdzie w lecie gościł niemal corocznie w latach od 1903 do 1924 – początkowo u rodziny Cyranów, a następnie – u Józefa Kalinowskiego) powstały bardzo liczne studia krajobrazowe i dekoracyjne Stanisława Masłowskiego (głównie akwarelowe, takie, jak „Gryka”, „Łubin, „Maki”, „Chojar”, „Sosna” „Malwa” i wiele innych).
Spośród prac Henryka Grombeckiego na szczególną uwagę zasługuje studium portretowe jednego z miejscowych gospodarzy, u którego zamieszkiwał zatytułowane: „Jeziórski” datowane na lata 1916–1920 i reprodukowane w cytowanej pracy Macieja Masłowskiego. W Woli Rafałowskiej powstało też wiele innych dzieł malarskich tego artysty – pejzażowych i portretowych, jak np.: „Pejzaż patetyczny”, „Zmierzch”, „Anastazja”, „Orliński”, „Szare życie”, liczne studia i notaty pejzażowe maki, sosny, czworaki, zagrody.
W 1945 roku w Woli Rafałowskiej odbyła się ceremonia wyjścia Armii Krajowej z konspiracji.
W materiałach wspomnieniowych dotyczących okupacji niemieckiej (od 1939 do 1944 roku) i zbrodni NKWD i krajowych służb bezpieczeństwa po wejściu armii czerwonej (od 1944 roku) – Wola Rafałowska jest określana jako jedna „z najpatriotyczniejszych i najlepiej zakonspirowanych wsi powiatu Mińska Mazowieckiego”. W związku z tym należy podkreślić udział mieszkańców Woli Rafałowskiej w odbiciu więźniów obozu NKWD w Rembertowie w nocy 20/21 maja 1945 r. W akcji tej pod dowództwem ppor. „Wichury” – Edwarda Wasilewskiego uczestniczył również 12-osobowy oddział dywersyjny z pobliskich Mrozów prowadzony przez ppor. „Wichra” – Edmunda Świderskiego (przy łącznej liczbie 44 partyzantów). Wśród nich znaleźli się dwaj mieszkańcy Woli Rafałowskiej: Czesław Zatorski (ps. „Bagut”) i Władysław Kaczorowski (ps. „Kaczor”).

## Zabytki
W Woli Rafałowskiej znajduje się zabytkowa przydrożna kapliczka, ufundowana w 1851 roku – w dwudziestolecie powstania listopadowego, co upamiętniło czynny udział miejscowej ludności w tym powstaniu. Kapliczka jest drewnianą czworoboczną konstrukcją zrębową, oszalowaną (deskowaną), z czterospadowym (namiotowym) dachem krytym gontem, zwieńczonym kutym krzyżem żelaznym. Oprócz drzwi wejściowych umieszczonych we frontowej ścianie elewacyjnej, oszklonych w górnej ich części, w ścianach bocznych znajdują się dwa okrągłe oszklone okulusy.
Ponadto wśród zabudowań wiejskich zachowały się nieużytkowane obecnie obiekty, takie jak: chałupy z XIX w i żuraw studzienny.